# TRAPPIST-1 g
TRAPPIST-1 g — экзопланета у звезды TRAPPIST-1 в созвездии Водолея, имеющая диаметр, близкий к диаметру Земли. Шестая по отдалённости от звезды из семи планет в системе. Об открытии объявлено 22 февраля 2017 года на пресс-конференции НАСА, где также стало известно о планетах TRAPPIST-1 e, TRAPPIST-1 f и TRAPPIST-1 h. Об открытии других планет (b, c и d) было объявлено годом ранее, 2 мая 2016 года. Также параметры были обновлены после публикации данных, собранных телескопом «Кеплер».

## Характеристики

### Родительская звезда
Планета обращается вокруг ультрахолодной карликовой звезды TRAPPIST-1 спектрального класса M. Звезда имеет массу 0,08 M⊙ и радиус 0,11 R⊙. Температура поверхности равна 2559 ± 50 K (примерно 2290 °C). Возраст звезды 7,6 ± 2,2 млрд. лет. Для сравнения, температура поверхности Солнца составляет 5778 K и его возраст около 4,6 миллиарда лет. TRAPPIST-1 имеет близкую к солнечной металличность: [Fe/H] = 0,04 ± 0,08 (или от 91% до 132% солнечной металличности), а светимость всего 0,052% от солнечной светимости. Из-за малой светимости видимая звёздная величина TRAPPIST-1 составляет 18,8m, то есть звезду нельзя увидеть ни невооружённым глазом, ни в средний любительский телескоп.
| Земля | TRAPPIST-1 g    |
| ----- | --------------- |
| Земля | {{{exoplanet}}} |

### Физические характеристики
TRAPPIST-1 g имеет размеры, близкие к земным — её радиус составляет 1,127 R⊕. По первоначальным данным 2017 года, масса планеты была определена как 0,566 M🜨 (плотность 2,2 г/см3), что означало значительную долю легких веществ в её составе — наличие обширной водно-ледяной мантии в верхних геологических слоях или протяженной атмосферы с плотным облачным покровом. Масса и плотность были известны с большими погрешностями до публикации данных, сделанных телескопом «Кеплер». Согласно исследованиям 2018 года масса составляет 1,148 M🜨 при средней плотности 4,5 г/см3, что соответствует массовому содержанию воды 32% (или массовой доле метана 73%).
Предполагаемая температура поверхности без учёта парникового эффекта атмосферы равна –75 °C.

### Параметры орбиты
Все планеты системы TRAPPIST-1 имеют орбиту, очень близкую к круговой. TRAPPIST-1 g совершает оборот вокруг звезды немногим более чем за 12 дней, а радиус орбиты равен 0,045 а.е. Находится в зоне обитаемости звезды TRAPPIST-1.